# Мауридес
Мауридес Роке Жуниор (на португалски: Maurides Roque Junior) е бразилски футболист.

## Професионална кариера
През 2013 г., след като е подписал със Спорт Клуб Интернасионал, Мауридес играе срещу Америка Минейро. В 88-ата минута от мача за Копа до Бразил Мауридес отбелязва гол, опитвайки задна ножица и претърпява травма на дясното коляно, която го изважда от игра в продължение на 13 месеца.
След няколко кратки периода в Бразилия и Португалия, на 12 юли 2018 г. Мауридес подписва с ЦСКА (София) за неизвестна сума пари.
На 27 февруари 2019 г. е продаден в Китай за неизвестна сума пари.